# 傲家聲
傲家聲（英語：Alkaased），是美國出生的英國純種競賽馬匹。生涯活躍於中距離尤其擅長哩半賽程的賽事，曾勝出2005年聖格盧大賽及日本盃。

## 出賽前
2000年2月19日出生於美國肯塔基州勒星頓Clovelly牧場，成長途中於拍賣會上被阿聯酋金融及工業部部長、杜拜行政聯席會議主席哈姆丹·本·拉希德·阿勒馬克圖姆以32萬5000美金購入。
其後交由英國練馬師司徒德爵士訓練。

## 競賽生涯

### 2歲
2002年9月11日出戰唐卡士達馬場條件戰，然而於其中大幅落後於其他賽駒，最終以第四完賽。
10月19日出戰未勝利戰，再度於其中敗於對手僅獲第四。

### 3歲
2003年6月3日於充足休養後出戰未勝利戰，僅敗於Floreeda取得亞軍，其後中於另一場未勝利戰取得首勝。
贏得首勝後，其於本年間再出戰兩場一般賽事Plugs讓賽及Rated錦標，均於其中第二完賽。
其後陣營考慮其不佳的戰績，決定將其放置於拍賣會上售賣，於其中被以摩納哥蒙地卡羅作爲根據地的商人Michael Charlton以4萬2000堅尼購入，並於其後交由英國練馬師古萬尼訓練。

### 4歲
2004年6月5日出戰易主後的首場賽事Classifieds錦標，表現出優秀的加速力下於直路不斷衝出，最終僅敗於Wunderwood取得第二。
其後出戰遺產讓賽及輝煌錦標，於兩場比賽中均以優秀的表現衝出蠶食前方賽駒，最終達成連勝。
9月4日出戰三級賽九月錦標，縱然本次爲其首次挑戰分級賽，但其仍然可以於比賽途中保持以往優秀的水準，最終僅以1/2馬位敗於中東曲奇取得第二。

### 5歲
2005年年初休養後於5月出戰年度首戰賽馬會錦標，雖然起步稍遲需要於後方位置追走，但於進入直路後成功憑借優秀的末腳速度不斷加速，最終以1 1/2馬位優勢戰勝全音域取得首個分級賽冠軍。
6月3日乘勢出戰加冕盃，比賽初段選擇留後並一直保持於隊伍最後方位置。進入直路後，縱然其於外檔位置衝出，但仍然未能威脅一早領先的詩人作家，最終被拉開2 1/2馬位落敗。
其後前往法國出戰聖格盧大賽，比賽初段騎師戴圖理指揮其保持緩慢的步速於中團靠後位置推進，通過最後彎道時開始發力並進佔內欄第二的位置。進入直路後，其以絕佳的加速力不斷衝刺，於最後300米超越領放馬Imago Mundi取得領先，其後繼續保持優勢下拉開後方的Policy Maker 2馬位取得首個分級賽冠軍。
短暫放草過後於9月再度前往法國出戰福伊錦標，雖然於直路成功加速並於最後300米進佔第二的位置，但最終未能進一步加速下無法追上前方的自豪，以2 1/2馬位差距落敗。
返回英國後以英國冠軍錦標作爲目標，然而於直路表現稍爲遜色下被其他對手壓制，最終以第五落敗。
其後原定計劃遠征美國出戰育馬者盃草地大賽，但於出發前被檢查出血球數目異常而避戰，最終改爲前往日本挑戰日程較後的日本盃。比賽開始後，前方由典型的領放馬跳舞城率先帶出，傲家聲及第一人氣荒漠英雄於中團靠後位置推進，而第二人氣真心呼喚則於後方位置追走。面對前1000米58.3秒的快步速，傲家聲於進入對面直路後經已開始發力稍爲透出，通過第四彎道時處於第九左右的中團位置。進入直路後，其以優秀的反應接受騎師戴圖理的指揮不斷衝刺，成功衝出下亦可以抵擋後方真心呼喚的來襲，最終以鼻位優勢及破紀錄的2分22.1秒完賽時間奪得第二個一級賽冠軍，亦爲戴圖理帶來第三個日本盃優勝。
贏得日本盃後陣營原定打算安排其轉戰香港出戰香港瓶，但最終陣營宣佈放棄計劃並安排其退役。

### 詳細賽績
| 日期       | 舉辦國家 | 馬場     | 距離   | 級別 | 賽事名稱       | 負重 | 騎師   | 馬號 | 出馬 | 名次 | 時間     | 頭馬（二馬）      |
| ---------- | -------- | -------- | ------ | ---- | -------------- | ---- | ------ | ---- | ---- | ---- | -------- | ----------------- |
| 11/9/2002  | 英國     | 唐卡士達 | 草1400 |      | 條件戰         | 54.5 | 夏偉卓 | 2    | 6    | 4    | 紀錄缺失 | Maghanim          |
| 18/10/2002 | 英國     | 新市場   | 草1600 |      | 未勝利         | 57   | 夏偉卓 | 3    | 16   | 4    | 紀錄缺失 | Persian Majesty   |
| 3/6/2003   | 英國     | 雅勿夫   | 草2250 |      | 未勝利         | 56   | 夏偉卓 | 6    | 7    | 2    | 紀錄缺失 | Floreeda          |
| 25/8/2003  | 英國     | 里邦     | 草2400 |      | 未勝利         | 56.5 | 沈普   | 2    | 4    | 1    | 2:44.94  | （Lahob）         |
| 4/10/2003  | 英國     | 新市場   | 草2800 |      | Plugs讓賽      | 58   | 沈普   | 6    | 8    | 2    | 紀錄缺失 | Ten Carat         |
| 13/10/2003 | 英國     | 李斯特   | 草2300 |      | Rated錦標      | 60.5 | 夏偉卓 | 1    | 8    | 2    | 紀錄缺失 | Dovedon Hero      |
| 5/6/2004   | 英國     | 新市場   | 草2400 |      | Classified錦標 | 60.5 | 賀倫   | 3    | 9    | 2    | 紀錄缺失 | Wunderwood        |
| 3/7/2004   | 英國     | 希鐸     | 草2300 |      | 遺產讓賽       | 57.5 | 霍聰   | 11   | 15   | 1    | 2:32.30  | （Crow Wood）     |
| 30/7/2004  | 英國     | 古活     | 草2400 | L    | 輝煌錦標       | 56   | 霍聰   | 9    | 9    | 1    | 2:34.40  | （First Charter） |
| 4/9/2004   | 英國     | 金頓     | 草2400 | GIII | 九月錦標       | 58.5 | 霍聰   | 1    | 4    | 2    | 紀錄缺失 | 中東曲奇          |
| 1/5/2005   | 英國     | 新市場   | 草2400 | GII  | 賽馬會錦標     | 55   | 霍聰   | 2    | 5    | 1    | 2:31.43  | （全音域）        |
| 3/6/2005   | 英國     | 葉森     | 草2400 | GI   | 加冕盃         | 57   | 霍聰   | 6    | 7    | 2    | 紀錄缺失 | 詩人作家          |
| 26/6/2005  | 法國     | 聖格盧   | 草2400 | GI   | 聖格盧大賽     | 58   | 戴圖理 | 2    | 11   | 1    | 2:31.3   | （Policy Maker）  |
| 11/9/2005  | 法國     | 隆尚     | 草2400 | GII  | 福伊錦標       | 58   | 范義龍 | 5    | 6    | 2    | 紀錄缺失 | 自豪              |
| 15/10/2005 | 英國     | 新市場   | 草2000 | GI   | 英國冠軍錦標   | 58   | 巫斯義 | 7    | 15   | 5    | 紀錄缺失 | 小大衛            |
| 27/11/2005 | 日本     | 東京     | 草2400 | GI   | 日本盃         | 59   | 戴圖理 | 14   | 18   | 1    | 2:22.1   | （真心呼喚）      |

## 退役後
退役後，傲家聲被阿聯酋總理兼副總統、杜拜謝赫穆罕默德·本·拉希德·阿勒馬克圖姆酋長購入並送至日本成爲配種馬，於北海道日高町Darley Japan Satllion Complex休養，在2006年進行配種，首批子嗣於2007年出生。首批子嗣可於2009年出賽。
2012年因其於日本的子嗣戰績不佳而被送回歐洲，於英國衡州郡Kelanne Stud休養並配種。

## 血統簡介
父系金滿寶曾三勝一級賽，亦爲近代著名種馬之一。祖父淘金者爲美國著名種馬，於近代擁有巨大影響力，和加拿大種馬北地舞人被譽爲兩大改變世界賽馬的偉大種馬。
母系Chesa Plana爲英國生產的德國賽駒，生涯戰績不俗，曾勝出當地表列賽，亦於一級賽德國銀行大賽及艾魯盃分別跑獲亞軍及季軍。外祖父Niniski爲美國生產的英國賽駒，生涯戰績優秀，爲法國聖烈治大賽及愛爾蘭聖烈治大賽雙冠。

### 血統表
| 父線：金滿寶系（淘金者系）            |                                    |                |                |
| 種馬 金滿寶 1990年（棗色）            | 淘金者 1970年（棗色）              | Raise a Native | 天才舞者       |
| 種馬 金滿寶 1990年（棗色）            | 淘金者 1970年（棗色）              | Raise a Native | Raise You      |
| 種馬 金滿寶 1990年（棗色）            | 淘金者 1970年（棗色）              | Gold Digger    | Nashua         |
| 種馬 金滿寶 1990年（棗色）            | 淘金者 1970年（棗色）              | Gold Digger    | Sequence       |
| 種馬 金滿寶 1990年（棗色）            | Miesque 1984年（棗色）             | 雷利耶夫       | 北地舞人       |
| 種馬 金滿寶 1990年（棗色）            | Miesque 1984年（棗色）             | 雷利耶夫       | Special        |
| 種馬 金滿寶 1990年（棗色）            | Miesque 1984年（棗色）             | Pasadoble      | Prove Out      |
| 種馬 金滿寶 1990年（棗色）            | Miesque 1984年（棗色）             | Pasadoble      | Santa Quilla   |
| 繁殖雌馬 Chesa Plana 1989年（深棗色） | Niniski 1976年（棗色）             | 尼真斯基       | 北地舞人       |
| 繁殖雌馬 Chesa Plana 1989年（深棗色） | Niniski 1976年（棗色）             | 尼真斯基       | Flaming Page   |
| 繁殖雌馬 Chesa Plana 1989年（深棗色） | Niniski 1976年（棗色）             | Virginia Hills | Tom Rolfe      |
| 繁殖雌馬 Chesa Plana 1989年（深棗色） | Niniski 1976年（棗色）             | Virginia Hills | Ridin' Easy    |
| 繁殖雌馬 Chesa Plana 1989年（深棗色） | Top of the League 1982年（深棗色） | High Top       | Derring-Go     |
| 繁殖雌馬 Chesa Plana 1989年（深棗色） | Top of the League 1982年（深棗色） | High Top       | Camenae        |
| 繁殖雌馬 Chesa Plana 1989年（深棗色） | Top of the League 1982年（深棗色） | Home and Away  | Home Guard     |
| 繁殖雌馬 Chesa Plana 1989年（深棗色） | Top of the League 1982年（深棗色） | Home and Away  | Garden of Eden |
| 雌系：號族：10-c                      |                                    |                |                |
| 五代內近親交配：北地舞人 4×4          |                                    |                |                |

## 命名由來
名字Alkaased於阿拉伯語中，帶有意志之意思，香港則採用音譯，並結合少量意譯元素，翻譯為「傲家聲」。

## 外部連結
- 傲家聲 racingpost.com （页面存档备份，存于）
- 傲家聲 netkeiba.com （页面存档备份，存于）
- 血統表 （页面存档备份，存于）